# Псевдоциклофіс перський
Псевдоциклофіс перський (Pseudocyclophis persicus) — вид змій родини полозових (Colubridae). Єдиний вид роду Pseudocyclophis. Поширений у Західній, Центральній і Південній Азії. Мешканець аридних передгірських ландшафтів. Описано 2 підвиди.
Донедавна псевдоциклофіса перського розглядали як один з видів роду ейренісів (Eirenis). 

## Опис
Досить дрібна змія з струнким і дуже тонким тілом (діаметр тулубу у 55 разів менший за його довжину). Довжина тіла (L. — довжина тіла від кінчика морди до клоаки) не перевищує 37 см. Хвіст (L.cd.) недовгий: співвідношення  L./L.cd. складає 3,2—4,8. Голова помітно стиснута, дуже слабко відмежована від шиї. Передній кінець морди розширений і потовщений. Верхньощелепна кістка несе ряд із 14—18 майже однакових зубів. На піднебінних кістках розташовано 10—12 зубів, на крилоподібних — до 20 зубів, які поступово зменшуються вглиб пащі.   

### Лускатий покрив
Тіло вкрите відносно гладенькою лускою. Тулубна луска з 1 апікальною порою. Навколо середини тулуба (Sq.) розташовано 15 рядів луски. Черевних щитків (Ventr.) 183—235, підхвостових (Scd.) — 51—110 пар. Анальний щиток роздільний. Виличної щиток зазвичай відсутний, якщо ж є, то порівняно довгий й вузький. Є 1 передочний та 1 заочноямковий щитки. Верхньогубних щитків 7, з них третій і четвертий торкаються ока. Нижньогубних щитків 8. Задні нижньощелепні щитки слабо виражені. 

### Забарвлення
Забарвлення верхньої сторони тіла світло-оливкового кольору з коричневим відтінком, задня половина тулуба світліше передньої. Середина кожної тулубної лусочки помітно світліше її боків. Морда світла, інша частина голови чорно-бура, позаду голови буває виражений поперечний нашийник, що займає ширину 5—6 лусок. У самок на передній частині тулуба є вузькі нерізкі темні поперечні смужки, які поступово дрібнішають й зникають у напрямку до хвоста. У самців тулуб одноколірний без поперечних смужок. Черево світле, без плям. 

## Поширення
Вид поширений від Південно-Східної Туреччини та Іраку на заході до Пакистану і північного заходу ІндіїІндії на сході. Зустрічається у Південному Туркменістані на хребті Копетдаг та на крайньому півдні Вірменії (Араксинська теснина).

## Особливості біології
Населяє кам'янисті схили з глинясто-щебенистим ґрунтом, порослим полином, ефедрою. Зустрічається на висоті до 1000 м над рівнем моря. Ховається під камінням та у тріщинах ґрунту. Після зимівлі з'являється в квітні. Веде прихований, звичайно сутінковий, спосіб життя. 
Живиться комахами, павуками та іншими дрібними безхребетними.
Належить до яйцекладних змій. Самиця в середині червня відкладає до 5 яєць розміром 14—15 × 5—6 мм. 

## Охорона
Стан більшості природних популяцій виду в межах ареалу залишається більш-менш стабільним. Саме тому він, згідно Червоного списку МСОП, отримав охоронний статус «відносно благополучний вид». Охороняється на кількох природно-заповідних територіях Туреччини, Ірану і Туркменії. 

## Систематика
Описано 2 підвиди. Більшу частину ареалу займає номінативний підвид Pseudocyclophis persicus persicus, який відрізняється від другого підвиду особливостями забарвлення, зокрема відсутністю темного візерунка на тулубі, чорною верхньою поверхнею голови (окрім морди) або двома різкими поперечними смугами на голові, чорними потилицею і шиєю. 
Pseudocyclophis persicus nigrofasciatus поширений у Південно-Західному Ірані і прилеглих районах Іраку. У нього уздовж тулуба і хвоста розташована велика кількість рівних, вузьких, різких, чорних або майже чорних поперечних смуг. Підхвостових щитків 55—81.